# 布若卡氏区
布若卡氏区（英文：Broca's area），也译为布罗卡区，是大脑的一个区域，它主管语言訊息的處理、話語的產生，與韦尼克区共同形成语言中枢。运动性语言中枢在布罗卡区内。布若卡氏區與韦尼克区通常位於腦部的優勢半球（通常位於左側），這是由於大多數人（97%）是右利的緣故。
1861年，法国神经学家兼外科医生保罗·布罗卡对一些失语症患者进行研究及治疗时发现此一区域，位於大脑皮层额下回后部的布罗德曼分区系统第44、45区，故以其發現者的名字命名為布罗卡区。布罗卡區與韋尼克區由額葉和顳葉間的神经通路“弓状束”連接。

## 布罗卡失語症
布罗卡失語症（Broca's aphasia），又稱為表達型失語症（Expressive aphasia）、運動型失語症或不流暢型失語症，病人無法製造符合文法的流暢句子，會出現電報式的話語，以短而間斷的句子表達其思想。病人可以知道自己說話並不流暢。而其對於語言的理解能力是正常的。
- 布罗卡失語症的主要症狀：
  - 使一個人無法講話
  - 可以了解語言內容
  - 無法用字詞
  - 說話緩慢並且不連貫

以下例子為布罗卡失語症者嘗試解釋他去醫院看牙醫的狀況：
```
是...阿...星期一...阿...父親和Peter H(他的姓名)...，
及父親....阿...醫院...及阿...星期三...星期三九點...以及
，喔...星期二...十點，
阿，醫生...兩個...醫生...及阿...牙齒...對的。
```

## 布若卡氏區相關圖片

紅色區域為布若卡氏區. (以動畫片呈現)
布若卡氏區是深灰色區域.
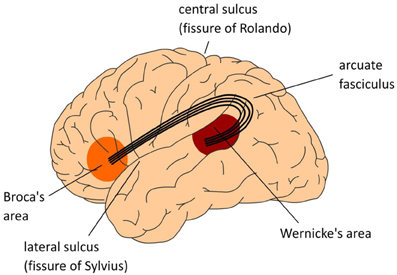
Arcuate fasciculus connects Broca's area and Wernicke's area. .
人腦解剖視頻（24 秒）。展示布羅卡區域在 inferior frontal gyrus裡面.
Sagittal sections of Broca's area
Coronal sections of Broca's area
- Transversal sections of Broca's area